# مارک والیس
مارک والیس (انگلیسی: Marc Wallice؛ زاده ۳ اکتبر ۱۹۵۹) یک بازیگر پورنوگرافی است.